# Кальпе
Кальпе́ (каз. Қалпе) — село у складі Каратальського району Жетисуської області Казахстану. Адміністративний центр сільського округу Жолбарис-батира.
У радянські часи існувало два населених пункти — Кальпе та імені Кірова.
Населення — 1486 осіб (2021; 1786 у 2009, 1709 у 1999, 2453 у 1989).